# Marie Tomanová
Marie Tomanová (* 26. listopadu 1984, Valtice) je česká fotografka, modelka, výtvarnice a autorka fotografických publikací.

## Život
Narodila se ve Valticích, později se rodina přestěhovala do Mikulova. Absolvovala bakalářské studium na Pedagogické fakultě Masarykovy univerzity a v letech 2008–2010 obor malířství na Fakultě výtvarných umění Vysokého učení technického (FaVU VUT) v Brně. Po dokončení studií odjela pracovat jako au-pair do Spojených států amerických. Během pobytu v USA začala fotografovat mladé Američany v New Yorku, tyto fotografie později začala vystavovat. V roce 2018 proběhla první fotografická výstava v galerii Českého centra v New Yorku, která otevřela její kariéru.
V New Yorku žije od roku 2018 se svým partnerem – historikem umění, kurátorem a docentem humanitních věd na Hostos Community College Thomasem Beachdelem (* 1970).

## Tvorba
Fotografie Marie Tomanové sestávají z různých souborů děl, zejména portrétů a autoportrétů. Začínala v New Yorku focením autoportrétů, některé z nich zobrazují nahou samotnou autorku. Od první výstavy v roce 2018, kdy ji podpořil známý newyorský Ryan McGinley, začala spolupracovat s předními značkami – nafotila fotografie obálek předních magazínů a novin, například The New York Times nebo Vogue. Na reklamních kampaních spolupracovala s předními značkami jako Nike, Gucci, Vogue CS a Balanciaga. Vydala několik fotografických publikací, které představují kolekce jejích děl z výstav – Young American, New York New York. V roce 2018 začala spolupracovat s režisérkou Marií Dvořákovou, která o Marii Tomanové začala natáčet celovečerní dokumentární film Svět mezi námi (World Between Us). Film v koprodukci společnosti HBO byl uveden ve světové premiéře na Mezinárodním festivalu dokumentárních filmů v Jihlavě v roce 2024. Vedle fotografie se věnuje nadále i malbě.

## Publikace
- 2018 – Young American
- 2021 – New York New York
- 2022 – It Was Once My Universe
- 2025 – Kate, for you

## Výstavy

### Samostatné výstavy
- 2018 – Young American, České centrum v New Yorku, USA
- 2019 – Young American, Pragovka Gallery, Praha
- 2019 – Lika a Dream, SO1 Gallery, Tokyo, Japonsko
- 2021 – World Between Us, Dílna Mikulov, Zámek Mikulov
- 2021 – It Was Once My Universe, Jimei x Arles International Photo Festival, Xiamen, Čína
- 2022 – Nothing Compares To You, Galerie Offformat Brno
- 2023 – 5 East Broadway, Fotograf Gallery Praha
- 2025 – Kate, For You, Moravská galerie Brno